# Videogioco musicale

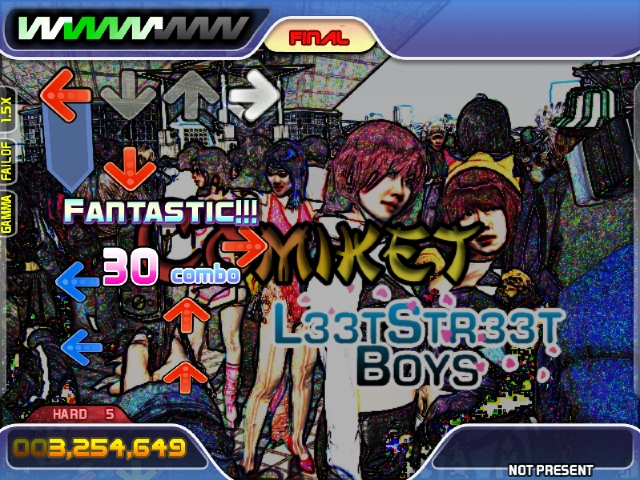
Screenshot di StepMania, esempio di videogioco musicale open source. Le frecce scorrono e rappresentano i comandi che bisogna premere a tempo.

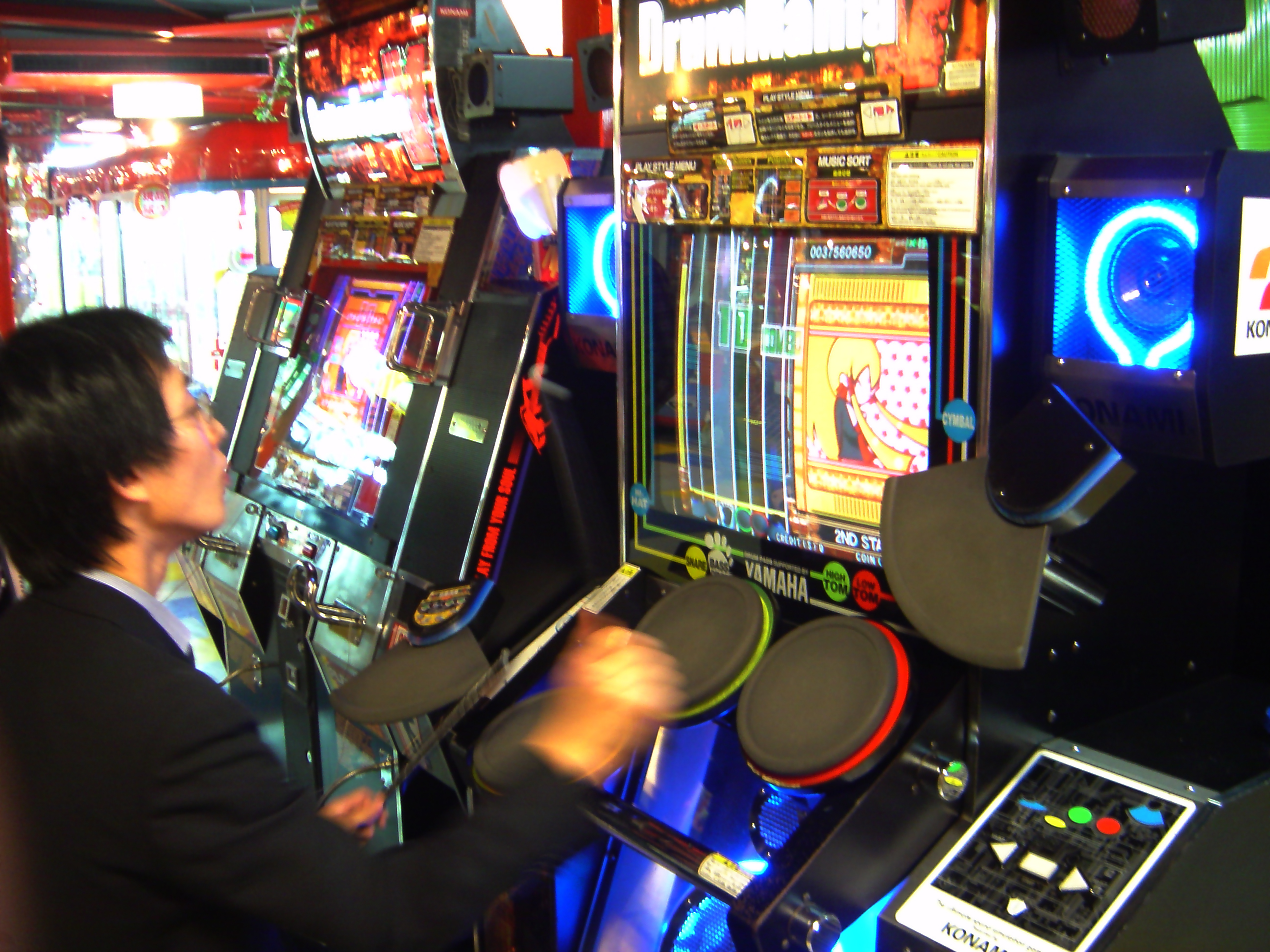
Gioco che utilizza una periferica di comando a forma di batteria

Un videogioco musicale è un tipo di videogioco nel quale il gameplay si basa sulla musica. Comunemente, in questo genere il giocatore deve effettuare azioni seguendo più fedelmente possibile il ritmo della musica generata dal gioco e delle animazioni sincronizzate a video. In tal caso il videogioco è detto anche ritmico (rhythm game in inglese). A seconda dei prodotti, i comandi a tempo si danno con normali controller o tastiera, oppure con controller appositi, che tipicamente possono essere a forma di strumento musicale, o una pedana con pulsanti da azionare ballando, o un microfono.
Meno comunemente, altri tipi di giochi non ritmici possono essere classificati come musicali, ad esempio quelli basati sulla composizione di musica.

## Storia
L'origine dei videogiochi musicali si può far risalire ai giochi elettronici, sebbene non fossero videogiochi in quanto privi di schermo. Nel 1974 Atari pubblicò Touch Me, gioco di memoria nel quale quattro grossi pulsanti colorati si illuminano in ordine casuale, con emissione di suoni, e il giocatore deve premerli ripetendo la stessa sequenza. Questo gioco ispirò il più noto Simon del 1978, basato sullo stesso principio, ma l'ordine e i suoni dei quattro pulsanti sono tali da comporre una melodia, sempre più lunga da ricordare e ripetere; si tratta quindi in effetti di un gioco musicale.

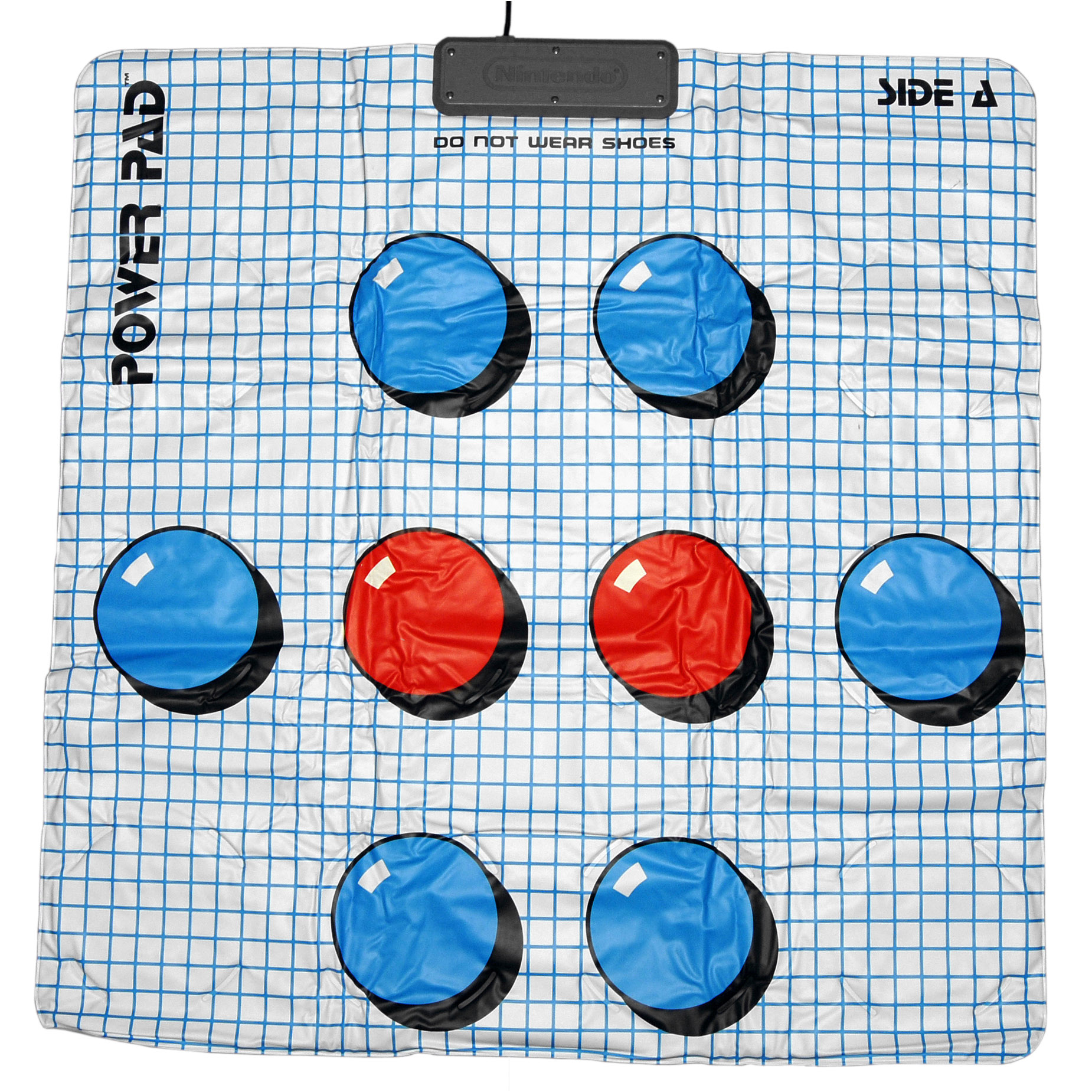
Il Power Pad per NES

Il grande successo di Simon ispirò a sua volta molti videogiochi musicali per vari sistemi dalla fine degli anni '70 agli anni '80. Nel 1988 la Nintendo pubblicò l'accessorio Power Pad, un controller a tappetino per la console NES azionato con i piedi, parte del pacchetto Family Fun Fitness e supportato da pochi altri giochi. Il Power Pad prese importanza con l'uscita di Dance Aerobics della Human Entertainment, gioco di ginnastica aerobica dove la musica è fondamentale per mantenere il ritmo. Si avvicinava molto ai moderni videogiochi ritmici, ma non c'era ancora esatta sincronia tra i comandi e la musica. Il primo titolo notevole con meccaniche ritmiche propriamente dette fu PaRappa the Rapper, uscito nel 1996 e raffigurante le mosse di ballo di un personaggio cane. Fu concepito dal musicista Masaya Matsuura che lo basò sulla musica rap. Fu uno dei primi videogiochi con colonna sonora completamente campionata. Nonostante la semplice grafica 2D che poteva sembrare riduttiva sulla PlayStation, PaRappa fu un grande successo e lanciò di fatto il filone dei giochi ritmici.

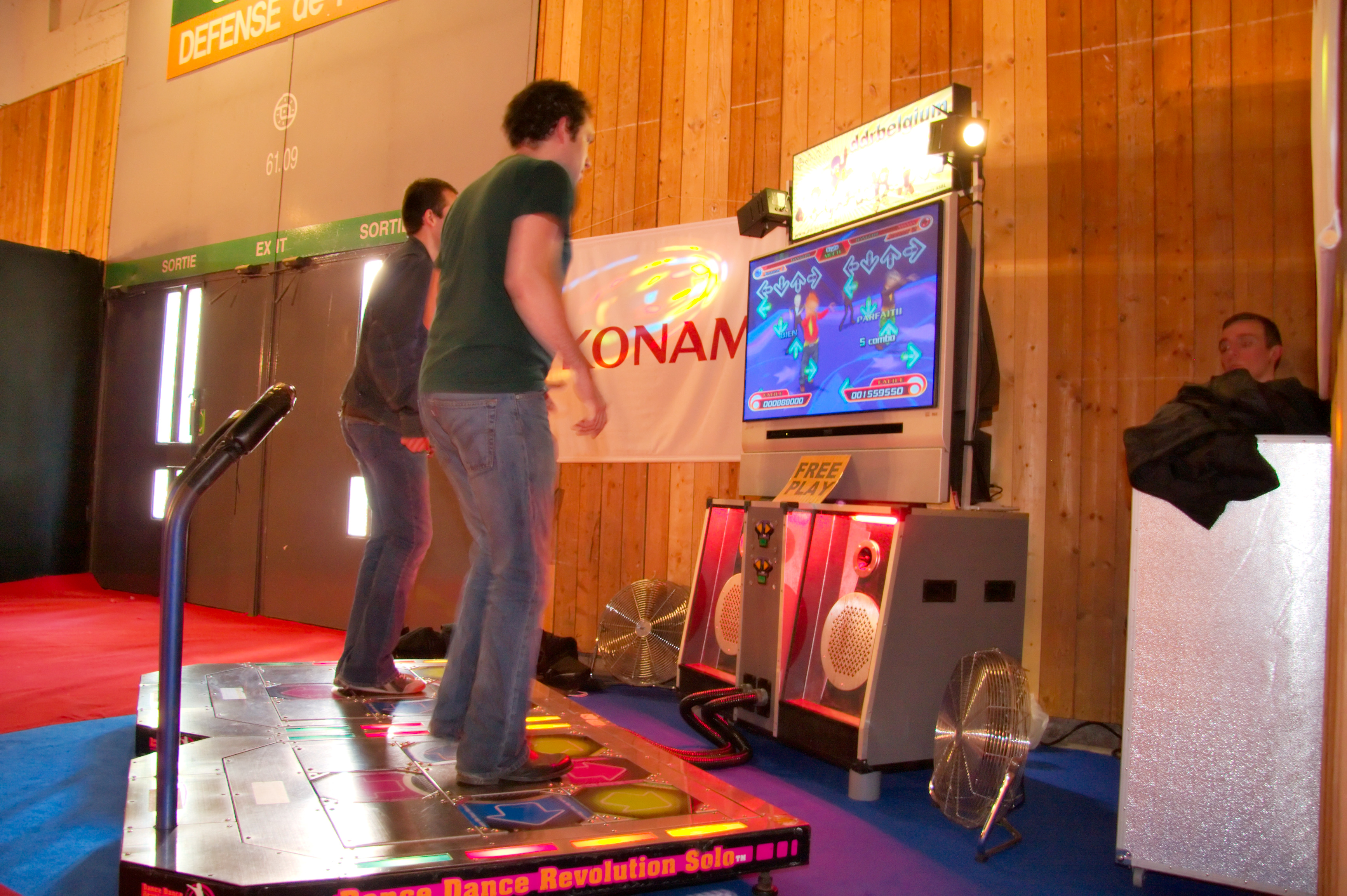
Giocatori di Dance Dance Revolution

Nel 1997 il genere arrivò in sala giochi con Beatmania della Konami, dove il giocatore impersona un disc jockey di musica dance. Ha uno speciale sistema di controllo che simula la plancia di un DJ; anche per la sua conversione per PlayStation fu prodotto un controller di questo tipo. Una vera rivoluzione del genere fu lanciata sempre dalla Konami nel 1998 con Dance Dance Revolution, gioco arcade dotato di controllo a pedana concettualmente simile al vecchio Power Pad, con pulsanti da calpestare a ritmo di musica, ma grande, metallico e in grado di supportare movenze coreografiche. Il successo fu enorme, versioni domestiche furono dotate di controller a tappetino o perfino metallici, nacquero molte imitazioni tra cui l'open source StepMania, e ancora oggi alcune sale giochi ospitano giochi di questo tipo.

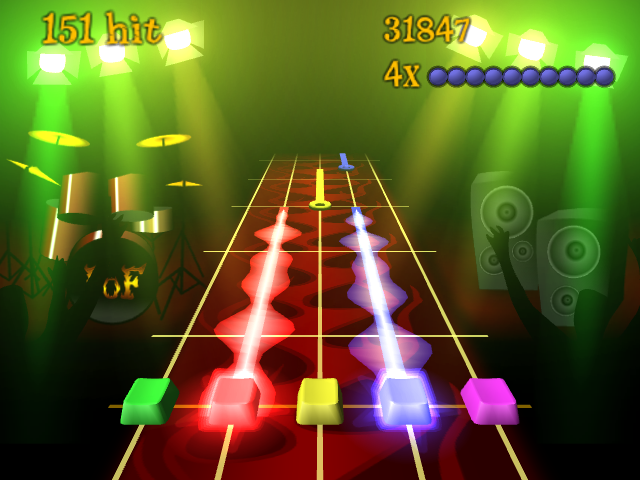
Molti videogiochi ritmici, come Frets on Fire, usano una "strada" che scorre al fine di mostrare le note da suonare

Nel 2005 Harmonix Music Systems, dopo il limitato successo di pubblico di Amplitude, basandosi sull'arcade GuitarFreaks sviluppò Guitar Hero per il mercato domestico, gioco di musica rock con apposito controller che imita una chitarra Gibson SG. Il successo fu clamoroso e uscirono numerosi seguiti, edizioni dedicate a specifici gruppi rock di grande fama e altri controller dedicati a chitarre famose. Quando i diritti sulla serie Guitar Hero passarono ad Activision, la Harmonix si dedicò a una nuova serie, Rock Band, dedicata non solo alla chitarra, ma a tutti i ruoli del gruppo musicale, voce compresa.
Le serie Guitar Hero e Rock Band divennero le maggiori concorrenti nel settore. Nel 2009 hanno però subito entrambe un grosso calo delle vendite, che costituì metà del calo complessivo di vendite del settore software che si ebbe in quell'anno. A causa della saturazione del mercato, le due serie vennero poi sospese, ma entrambe ricomparvero nel 2015 con un nuovo capitolo principale.
Entro gli anni 2020 la serie complessivamente più venduta è diventata Just Dance della Ubisoft, lanciata nel 2009.

## Videogiochi
Oltre ai già citati capisaldi storici Dance Aerobics, PaRappa the Rapper, Beatmania IIDX, Dance Dance Revolution, Guitar Hero, Rock Band, la rivista Retro Computer nomina come titoli notevoli per vari motivi Taiko no Tatsujin, Samba de Amigo, Audiosurf, AVICII Invector, Thumper, Bemuse, Crypt of the NecroDancer, Audica, Osu! Tatakae! Ouendan.